# Mixars
Els mixars habiten entre els rius Okà i Volga, a la part meridional de les repúbliques de Txuvàixia, Tatarstan i Mordòvia. En 1912 eren prop de 200.000 persones i des de 1926 han estat compatibilitzats com a tàtars. Parlen un dialecte del tàtar (l'anomenat tàtar central o de Kazan) i són musulmans. Es creu que són descendents de poblacions nadiues fineses que es van turquitzar.